# 汽車ポッポ
「汽車ポッポ」（きしゃポッポ）は、富原薫作詞、草川信作曲の日本の童謡である。2007年（平成19年）に、日本の歌百選に選出されている。「汽車ぽっぽ」とも表記される。

## 概要
1937年（昭和12年）にレコード用の童謡『兵隊さんの汽車』として世に出た。歌詞も現在のものと異なり、蒸気機関車が客車を牽引するSL列車（汽車）に乗って出征する兵士を見送る内容であった。
作詞者の富原は静岡県駿東郡御厨町（現在の御殿場市）で教員として働いており、旧陸軍の演習場があった御殿場線の御殿場駅で見た光景を歌詞にしたという。
後に川田正子の歌唱によるレコードが発売され、1945年（昭和20年）の大晦日にNHKラジオの『紅白音楽試合』（『NHK紅白歌合戦』の前身）で川田によりこの曲が歌われることになった。その際に近藤積ディレクターから終戦後の時代にあった内容への改作を依頼され、富原自身の手によって現在の題名と歌詞に改められた。
正しい歌詞は「畑も とぶ とぶ」であるが、レコードでは川田正子が間違えて「田んぼも とぶ とぶ」と歌ってしまった。しかし当時はレコードの原盤が非常に高価だったため再録音せずにそのまま発売した、と川田の甥に当たる三代目海沼実がラジオで話している。
のちに、うたの科学館シリーズ のりものの歌に収録され、水谷玲子が歌唱した。さらに昔の列車・今の列車に赤坂東児によるアレンジを施し、岡崎裕美が歌唱したバージョンが収録された。
1990年に、汽車ポッポの歌詞を掲載した歌碑が、草川の父親の出身地である長野県長野市松代町の旧松代駅前に設置された。
また、御殿場駅前にも御殿場線を走行したD52形蒸気機関車が2010年から「ポッポ広場」で展示保存され、歌碑が設置された。

## 録音した歌手
- 大木英稔、井上裕子、コロムビアゆりかご会
- 岡崎裕美
- 川田正子、森の木児童合唱団
- 森みゆき、高橋寛
- 太田裕美
- ももくろちゃんZ
- グッチ裕三とグッチーズ
- 中尾隆聖、佐久間レイ